# 62.ª edición de los Premios Óscar
La 62.ª edición de los Óscar premió a las mejores películas de 1989. Organizada por la Academia de Artes y Ciencias Cinematográficas, tuvo lugar en el Dorothy Chandler Pavilion de Los Ángeles el 26 de marzo de 1990. La ceremonia fue conducida por Billy Crystal.
Driving Miss Daisy ganó cuatro premios, incluidos los de Mejor película. Otros ganadores fueron Glory con tres, Nacido el cuatro de julio, La sirenita y Mi pie izquierdo con dos.

## Candidaturas y ganadores
Los nominados de la ceremonia fueron anunciados el 14 de febrero de 1990, en el Samuel Goldwyn Theater en Beverly Hills, por Karl Malden, presidente de la academia, y la actriz Geena Davis. Driving Miss Daisy recibió nueve nominaciones; Nacido el cuatro de julio fue la segunda con ocho. Driving Miss Daisy se convirtió en la tercera película en ganar el premio a la Mejor película sin haber ganado el de Mejor director. A sus 80 años, Jessica Tandy se convirtió en la ganadora más veterana en ganar el Óscar hasta ese momento. Kenneth Branagh se convirtió en la quinta persona en ser noinado al mejor actor principal y mejor director al mismo tiempo.

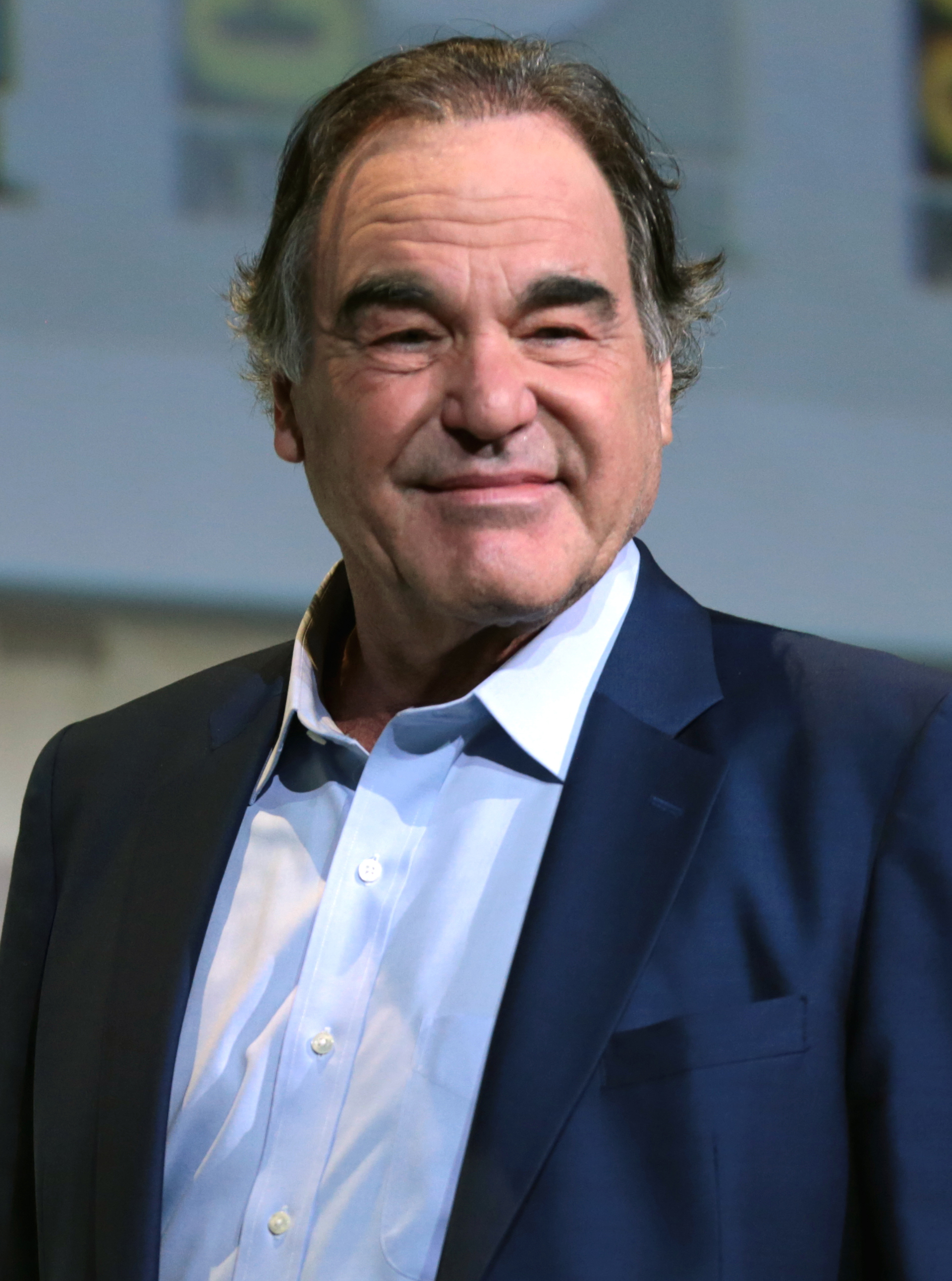
Oliver Stone fue el ganador del Óscar al mejor director por Nacido el cuatro de julio.

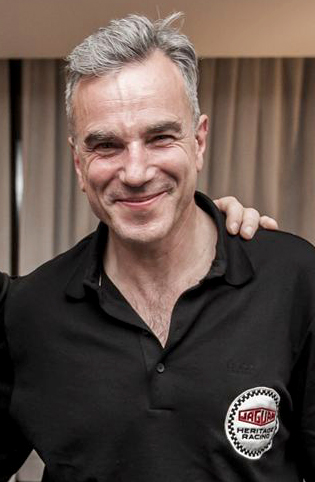
Daniel Day-Lewis fue el ganador del Óscar al mejor actor por Mi pie izquierdo.

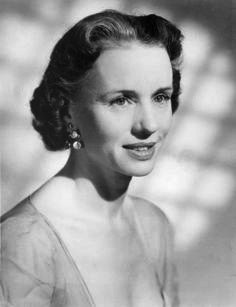
Jessica Tandy fue la ganadora del Óscar a mejor actriz por Driving Miss Daisy.

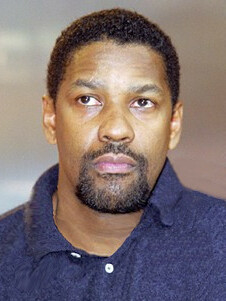
Denzel Washington fue el ganador del Óscar a mejor actor de reparto por Glory.

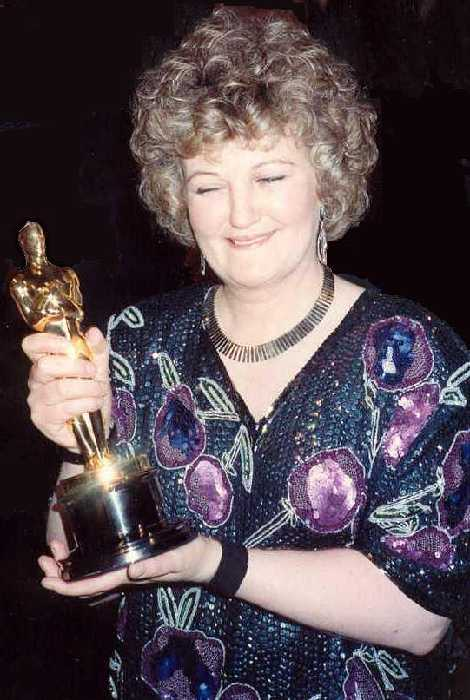
Brenda Fricker fue la ganadora del Óscar a la mejor actriz de reparto por My Left Foot.

 Indica el ganador dentro de cada categoría.
| Mejor película Presentado por: Jack Nicholson y Warren Beatty | Mejor director Presentado por: Robert De Niro y Martin Scorsese |
| --- | --- |
| Driving Miss Daisy (Paseando a Miss Daisy) — Richard D. Zanuck y Lili Fini Zanuck | Oliver Stone — Born on the Fourth of July (Nacido el cuatro de julio) |
| - Dead Poets Society (El club de los poetas muertos) — Steven Haft, Paul Junger Witt y Tony Thomas - Field of Dreams (Campo de sueños) — Lawrence Gordon y Charles Gordon - My Left Foot (Mi pie izquierdo) — Noel Pearson - Born on the Fourth of July (Nacido el cuatro de julio) — A. Kitman Ho y Oliver Stone | - Woody Allen — Crimes and Misdemeanors (Delitos y faltas) - Kenneth Branagh — Henry V (Enrique V) - Jim Sheridan — My Left Foot (Mi pie izquierdo) - Peter Weir — Dead Poets Society (El club de los poetas muertos) |
| Mejor actor Presentado por: Jodie Foster | Mejor actriz Presentado por: Gregory Peck |
| Daniel Day-Lewis — My Left Foot (Mi pie izquierdo); como Christy Brown. | Jessica Tandy — Driving Miss Daisy (Paseando a Miss Daisy); como Daisy Werthan. |
| - Kenneth Branagh — Henry V (Enrique V) como Enrique V de Inglaterra - Tom Cruise — Born on the Fourth of July (Nacido el cuatro de julio) como Ron Kovic - Morgan Freeman — Driving Miss Daisy (Paseando a Miss Daisy) como Hoke Colburn - Robin Williams — Dead Poets Society (El club de los poetas muertos) como John Charles Keating | - Isabelle Adjani — Camille Claudel (La pasión de Camille Claudel) como Camille Claudel - Pauline Collins — Shirley Valentine como Shirley Valentine-Bradshaw - Jessica Lange — Music Box (La caja de música) como Ann Talbot - Michelle Pfeiffer — The Fabulous Baker Boys (Los fabulosos Baker Boys) como Susie Diamond |
| Mejor actor de reparto Presentado por: Geena Davis | Mejor actriz de reparto Presentado por: Kevin Kline |
| Denzel Washington — Glory (Tiempos de gloria) como Soldado Silas Trip | Brenda Fricker — My Left Foot (Mi pie izquierdo) como Bridget Fagan Brown |
| - Danny Aiello — Do the Right Thing (Haz lo que debas) como Sal Frangione - Dan Aykroyd — Driving Miss Daisy (Paseando a Miss Daisy) como Boolie Werthan - Marlon Brando — Una árida estación blanca (A Dry White Season) como Ian Mackenzie - Martin Landau — Crimes and Misdemeanors (Delitos y faltas) como Judah Rosenthal | - Anjelica Huston — Enemies, A Love Story como Tamara Broder - Lena Olin — Enemies, A Love Story como Masha - Julia Roberts — Steel Magnolias (Magnolias de acero) como Shelby Eatenton Latcherie - Dianne Wiest — Parenthood (Dulce hogar... ¡a veces!) como Helen Buckman |
| Mejor guion original Presentado por: Jane Fonda | Mejor guion adaptado Presentado por: Jane Fonda |
| Dead Poets Society (El club de los poetas muertos) — Tom Schulman | Driving Miss Daisy (Paseando a Miss Daisy) — Alfred Uhry basado en Driving Miss Daisy por Alfred Uhry |
| - Crimes and Misdemeanors (Delitos y faltas) — Woody Allen - Do the Right Thing (Haz lo que debas) — Spike Lee - Sex, Lies, and Videotape (Sexo, mentiras y cintas de video) — Steven Soderbergh - When Harry Met Sally... (Cuando Harry encontró a Sally) — Nora Ephron | - Enemies, A Love Story — Roger L. Simon y Paul Mazursky basado en Enemies, A Love Story por Isaac Bashevis Singer - Field of Dreams (Campo de sueños) — Phil Alden Robinson basado en Shoeless Joe de W. P. Kinsella - My Left Foot (Mi pie izquierdo) — Jim Sheridan y Shane Connaughton basado en My Left Foot por Christy Brown - Born on the Fourth of July (Nacido el cuatro de julio) — Oliver Stone y Ron Kovic basado en Nacido el 4 de julio por Ron Kovic |
| Mejor película extranjera (de habla no inglesa) Presentado por: Jack Lemmon y Natalya Negoda | |
| Cinema Paradiso (Italia) — Giuseppe Tornatore | |
| - Camille Claudel (La pasión de Camille Claudel) (Francia) — Bruno Nuytten - Jesús de Montreal (Jésus de Montréal) (Canadá) — Denys Arcand - Lo que le pasó a Santiago (Puerto Rico) — Jacobo Morales - Dansen med Regitze (Bailando con Regitze) (Dinamarca) — Kaspar Rostrup | |
| Mejor documental largo Presentado por: Norma Aleandro y Charlton Heston | Mejor documental corto Presentado por: Norma Aleandro y Charlton Heston |
| Common threads: Stories from the quilt — Robert Epstein y Bill Couturié | The Johnstown Flood — Charles Guggenheim |
| - Adam Clayton Powell — Richard Killberg y Yvonne Smith - Crack USA: County Under Siege — Vince DiPersio y Bill Guttentag - For All Mankind — Al Reinert y Betsy Broyles Breier - Super Chief: The Life and Legacy of Earl Warren — Judith Leonard y Bill Jersey | - Fine Food, Fine Pastries, Open 6 to 9 — David Petersen - Yad Vashem: Preserving the Past to Ensure the Future — Ray Errol Fox |
| Mejor cortometraje Presentado por: John Candy y Rick Moranis | Mejor cortometraje animado Presentado por: Bugs Bunny |
| Work Experience — James Hendrie | Balance — Christoph Lauenstein y Wolfgang Lauenstein |
| - Amazon Diary — Robert Nixon - The Childeater — Jonathan Tammuz | - The Cow — Aleksandr Petrov - The Hill Farm — Mark Baker |
| Mejor banda sonora Presentado por: Steve Martin | Mejor canción original Presentado por: Paula Abdul y Dudley Moore |
| The Little Mermaid (La sirenita) — Alan Menken | «Under the Sea» — The Little Mermaid (La sirenita); Música por Alan Menken; Letra por Howard Ashman. |
| - Field of Dreams (Campo de sueños) — James Horner - Indiana Jones and the Last Crusade (Indiana Jones y la última cruzada) — John Williams - Born on the Fourth of July (Nacido el cuatro de julio) — John Williams - The Fabulous Baker Boys (Los fabulosos Baker Boys) — Dave Grusin | - «After All» — Chances Are (El cielo se equivocó); Música por Tom Snow; Letra por Dean Pitchford - «I Love To See You Smile» — Parenthood (Dulce hogar... ¡a veces!); Música y Letra por Randy Newman - «Kiss the Girl» — The Little Mermaid (La sirenita); Música por Alan Menken; Letra por Howard Ashman - «The Girl Who Used to Be Me» — Shirley Valentine; Música por Marvin Hamlisch; Letra por Alan y Marilyn Bergman                                        |
| Mejor edición de sonido Presentado por: Bryan Brown y Rachel Ward | Mejor sonido Presentado por: Bryan Brown y Rachel Ward |
| Indiana Jones and the Last Crusade (Indiana Jones y la última cruzada) — Ben Burtt y Richard Hymns | Glory (Tiempos de gloria) — Donald O. Mitchell, Gregg C. Rudloff, Elliot Tyson y Russell Williams II |
| - Black Rain — Milton C. Burrow y William L. Manger - Lethal Weapon 2 — Robert Henderson y Alan Robert Murray | - Black Rain — Donald O. Mitchell, Kevin O'Connell, Greg P. Russell y Keith A. Wester - Indiana Jones and the Last Crusade (Indiana Jones y la última cruzada) — Ben Burtt, Gary Summers, Shawn Murphy y Tony Dawe - Born on the Fourth of July (Nacido el cuatro de julio) — Michael Minkler, Gregory H. Watkins, Wylie Stateman y Tod A. Maitland - The Abyss — Don Bassman, Kevin F. Cleary, Richard Overton y Lee Orloff                                         |
| Mejor dirección artística Presentado por: Glenn Close y Mel Gibson | Mejor fotografía Presentado por: Melanie Griffith y Tom Hanks |
| Batman — Dirección artística: Anton Furst; Diseño de decorados: Peter Young | Glory (Tiempos de gloria) — Freddie Francis |
| - Driving Miss Daisy (Paseando a Miss Daisy) – Dirección artística: Bruno Rubeo; Diseño de decorados: Crispian Sallis - Glory (Tiempos de gloria) — Dirección artística: Norman Garwood; Diseño de decorados: Garrett Lewis - The Adventures of Baron Munchausen (Las aventuras del barón Munchausen) — Dirección artística: Dante Ferretti; Diseño de decorados: Francesca Lo Schiavo - The Abyss — Dirección artística: Leslie Dilley; Diseño de decorados: Anne Kuljian | - Blaze — Haskell Wexler - Born on the Fourth of July (Nacido el cuatro de julio) — Robert Richardson - The Abyss — Mikael Salomon - The Fabulous Baker Boys (Los fabulosos Baker Boys) — Michael Ballhaus |
| Mejor maquillaje Presentado por: Kenneth Branagh y Elizabeth McGovern | Mejor diseño de vestuario Presentado por: Candice Bergen |
| Driving Miss Daisy (Paseando a Miss Daisy) — Manlio Rocchetti, Lynn Barber y Kevin Haney | Henry V (Enrique V) — Phyllis Dalton |
| - Dad — Dick Smith, Ken Diaz y Greg Nelson - The Adventures of Baron Munchausen (Las aventuras del barón Munchausen) — Maggie Weston y Fabrizio Sforza | - Driving Miss Daisy (Paseando a Miss Daisy) — Elizabeth McBride - Harlem Nights (Las noches de Harlem) — Joe I. Tompkins - The Adventures of Baron Munchausen (Las aventuras del barón Munchausen) — Gabriella Pescucci - Valmont — Theodor Pistek |
| Mejor montaje Presentado por: Morgan Freeman y Jessica Tandy | Mejores efectos visuales Presentado por: Dan Aykroyd y Chevy Chase |
| Born on the Fourth of July (Nacido el cuatro de julio) — David Brenner y Joe Hutshing | The Abyss — John Bruno, Dennis Muren, Hoyt Yeatman y Dennis Skotak |
| - Driving Miss Daisy (Paseando a Miss Daisy) — Mark Warner - El oso — Noëlle Boisson - Glory (Tiempos de gloria) — Steven Rosenblum - The Fabulous Baker Boys (Los fabulosos Baker Boys) — William Steinkamp | - Back to the Future Part II — Ken Ralston, Michael Lantieri, John Bell y Steve Gawley - The Adventures of Baron Munchausen (Las aventuras del barón Munchausen) — Richard Conway y Kent Houston |

### Óscar Honorífico
- Akira Kurosawa

### Premio Humanitario Jean Hersholt
- Howard W. Koch[8]

## In Memoriam
Durante el show, se presentó un clip tributo a los profesionales del cine fallecidos durante el año pasado: Prem Nazir (director), Beatrice Lille, Lionel Newman (compositor), John Cassavetes, T. E. B. Clarke (escritor), George O'Hanlon, Marguerite Roberts (escritora), Harry Andrews, Maurice Evans, May Allison, Charles Vanel, Lucille Ball, Sergio Leone, Jack Buetel, Joris Ivens, Jim Backus, Mel Blanc, Laurence Olivier, Rebecca Schaeffer, Amanda Blake, Irving Berlin (compositor), Graham Chapman, Bette Davis, Onest Conley, Cornel Wilde, Anthony Quayle, Lynn Bari, Aileen Pringle, Silvana Mangano y Lee Van Cleef.

## Premios y nominaciones múltiples
| Película                                                                | Nominaciones | Premios |
| ----------------------------------------------------------------------- | ------------ | ------- |
| Driving Miss Daisy (Paseando a Miss Daisy)                              | 9            | 4       |
| Glory (Tiempos de gloria)                                               | 5            | 3       |
| Born on the Fourth of July (Nacido el cuatro de julio)                  | 8            | 2       |
| My Left Foot (Mi pie izquierdo)                                         | 5            | 2       |
| The Little Mermaid (La sirenita)                                        | 3            | 2       |
| Dead Poets Society (El club de los poetas muertos)                      | 4            | 1       |
| The Abyss                                                               | 4            | 1       |
| Henry V (Enrique V)                                                     | 3            | 1       |
| Indiana Jones and the Last Crusade (Indiana Jones y la última cruzada)  | 3            | 1       |
| Batman                                                                  | 1            | 1       |
| Cinema Paradiso                                                         | 1            | 1       |
| The Adventures of Baron Munchausen (Las aventuras del barón Munchausen) | 4            | 0       |
| The Fabulous Baker Boys (Los fabulosos Baker Boys)                      | 4            | 0       |
| Enemies, A Love Story (Enemigos, a love story)                          | 3            | 0       |
| Field of Dreams (Campo de sueños)                                       | 3            | 0       |
| Crimes and Misdemeanors (Delitos y faltas)                              | 3            | 0       |
| Black Rain                                                              | 2            | 0       |
| Do the Right Thing (Haz lo que debas)                                   | 2            | 0       |
| Parenthood (Dulce hogar... ¡a veces!)                                   | 2            | 0       |
| Camille Claudel (La pasión de Camille Claudel)                          | 2            | 0       |
| Shirley Valentine                                                       | 2            | 0       |